# Линчевский, Даниил Львович
Даниил Львович Линчевский (род. 17 мая 1990, Гатчина) — российский шахматист, гроссмейстер (2009), мастер спорта России (2009).

## Биография
Научился играть в шахматы в пять лет. Первым наставником Даниила был друг его отца Юрий Алексеевич Ческидов. Позднее занимался под руководством Ионова Сергея Дмитриевича.
Разделил 3—7-е места в первенстве Европы 2006 года среди юношей до 16 лет в Херцег-Нови (Черногория). В том же году был третьим на IV международном турнире «Юные звезды мира» (Кириши). Выиграл первенство России в группе до 18 лет (2007). Занял второе место в составе команды Ленинградской области на II летней Спартакиаде молодёжи России (Новая Ладога, 2010).
В 2008 году победил в чемпионате СЗФО (Санкт-Петербург). В клубных состязаниях выступал за «Грифон» (Санкт-Петербург).
На международных соревнованиях: «ФИНЭК — 2007» (турнир с нормой IM, Санкт-Петербург) — 1-e; «ФИНЭК — 2008 A» (Санкт-Петербург) — 3-e; «ФИНЭК — 2009 A» (Санкт-Петербург) — 2—4-e; открытый чемпионат Латвии (Плявиняс, 2009) — 1-e; Czech Open A (Пардубице, 2009) — 3—6-e; Оберварт (2010) — 2—12-e; «Минск Опен 2010» — 4—12-e места.
Серебряный призёр Кубка России 2021 года.
По состоянию на 01.11.2010 занимает первую строчку в рейтинг-листе шахматистов Ленинградской области.